# 盧渡縣
盧渡縣，或作“瀘渡縣”，屬中華人民共和國西康省昌都專區，位於金沙江以西。
1950年，析昌都地區、康藏交界處置。后因西昌戰役，中國人民解放軍佔領西康省全境，將金沙江以西昌都地区各县归西藏管辖，廢西康省。